# Erklärungsprinzip
Ein Erklärungsprinzip ist ein Grundsatz, der (z. B. als eine Orientierungshypothese oder vermittels einer gewissen Art von Methode oder Heuristik) eine oder mehrere Erklärungen ausführlich zu formulieren erlaubt.
Da man nicht alle Voraussetzungen zur Lösung eines Problems zu gleicher Zeit in Frage stellen kann, gibt es bei jeder Problemerörterung eine Grenze, und was darüber hinausgeht, muss unbefragt angenommen werden. Jeder besonderen Untersuchung einer Frage sind explizit oder zumindest implizit bestimmte Annahmen unterstellt (wie zum Beispiel ceteris paribus).
Nach Gregory Bateson werden durch die Verwendung von Erklärungsprinzipien Phänomene miteinander verknüpft und erklärt. Sie bezeichnen die Grenzen dessen, was innerhalb einer Erklärung als klärungsbedürftig gilt. Sie machen nicht notwendigerweise Aussagen über die Phänomene, sie konstruieren damit aber eine – häufig nicht mehr zu hinterfragende – sozial getroffene Vereinbarung. „Ein Erklärungsprinzip erklärt“ nach Bateson „in Wirklichkeit nichts. Es ist eine konventionelle Übereinkunft zwischen Wissenschaftlern, die dazu dient, an einem bestimmten Punkt mit dem Erklären der Dinge aufzuhören“.
Eine der wesentlichen Aufgaben von Sprache ist es, bei denen, die miteinander kommunizieren, ohne allzu viel Aufwand möglichst ähnliche Vorstellungen zu erwecken. Dabei besteht allerdings die Gefahr, dass wir die von uns gebrauchten Begriffe mit der Zeit für "wahr" halten: Je häufiger wir sie verwenden, umso wahrer erscheinen sie uns. Wir vergessen, dass wir ja »nur« sprechen und nichts weiter tun als Begriffe auszutauschen und Bilder hervorzurufen, die aber selbst nichts »wirklich« beschreiben oder erklären. Wir vergessen, dass es nicht die Dinge selbst sind, über die wir uns austauschen, sondern unsere Begriffe und Konzepte, unsere Vorstellungen und Meinungen. Wir hoffen (und dürfen in der Regel darauf vertrauen), dass die andere schon weiß, was wir meinen.
Das Konzept des Erklärungsprinzips könnte insofern nützlich sein, als es uns daran erinnert, dass wir es nicht mit der Wirklichkeit selbst, sondern mit unserer Vorstellung von ihr (und mit unseren eigenen Definitionen, Beschreibungen und Erklärungen) zu tun haben, wenn wir zum Beispiel von Drogenabhängigkeit, ADHS, Intelligenz, Faulheit, krimineller Energie, Willensfreiheit, Widerstand, seelischer Behinderung, Kapitalismus etc. sprechen. Es macht zum Beispiel die Suche nach der vermeintlich einzig richtigen, »wahren Definition« (die uns dann als »wissenschaftlich« und somit vermeintlich »objektiv« erscheint) überflüssig.

## Beispiele, Beispielzusammenhänge
- Pierangelo Garegnani
- Institutionenökonomik, Institutionalismus
- Biologie und Kosmologie
- Mondtäuschung, Das abgeflachte Firmament
- Welträtsel
- Krankheit, Krankheitsmodell
- Vorsokratiker, Sophisten
- Charles Sanders Peirce, Metaphysik – Tychismus (Zufall)